# 눈의 여왕 (드라마)
《눈의 여왕》은 2006년 11월 13일부터 2007년 1월 8일까지 KBS 2TV에서 방영된 월화 미니시리즈이다. 안데르센의 동화 '눈의 여왕'을 모티브로 하여, 절체절명의 위기 상황 속에서, 두 남녀가 운명적 사랑을 통해 진정한 자아를 발견하는 내용을 그린 판타지 멜로 드라마로 기획한 것이다.
첫 촬영은 뉴질랜드 크라이스처치와 퀸스타운 등을 돌며 유럽의 아름다운 풍경 느낌을 연출하기 위해서, 판타지물 특유의 환상적인 세계관을 구축했다. 또한 이 드라마에서 중요한 가상의 세계인 '라플란드'를 완성하기 위해 '반지의 제왕'을 그려낸 뉴질랜드의 마법 같은 눈, '러브레터'의 애잔하고 순수한 기억을 녹였던 북해도의 그림 같은 눈, 그리고 '겨울연가'의 무대가 되었던 강원도의 눈을 담았다.

## 줄거리
정규는 평범한 듯 보이는 천재성과 놀라운 수준의 레포트로 주목을 받게 된 태웅에게 경쟁심과 질투에 사로잡힌다. 하지만 두 사람은 일련의 사건을 겪으면서 둘도 없는 친구가 된다. 그리고 나란히 국제 올림피아드의 한국대표로 출전하고, 우승은 당연히 정규가 될 거라고 예상했지만 태웅이 하게 된다. 정규는 ‘사람들은 일등만 기억해’란 아버지의 말을 떠올리며 절망하고 태웅에 대한 미움을 가지게 된다. 그 일로 집을 나와 방황하던 정규는 교통사고로 죽게 된다.
한편 태웅은 심부름으로 온 도서관에서 큰소리로 사서한테 ‘눈의 여왕’ 책을 팔라고 억지를 부리는 어린 보라를 보게 된다. 집으로 돌아가려던 태웅은 우연히 보라의 위험을 목격하고 돕게 된다. 보라는 고맙다는 말 대신 차비가 없다며 태웅에게 돈을 빌리고 삐삐를 주고 간다. 그후 레포트건으로 집을 나오게 된 태웅은 보라의 호출을 받고 공항에서 또다시 만나게 된다. 놀이공원으로 온 두 사람은 여러 놀이기구를 타며 즐거운 하루를 보내고 헤어질 때 보라는 태웅에게 이름도 안 물어봤다며 섭섭함을 드러낸다. 이후 태웅은 그 아이가 가지고 싶어했던 ‘눈의 여왕’을 여러 헌책방을 돌아다니며 찾았고 선물하려고 만날 약속을 한 날 정규의 죽음을 알게 되고 그 아이와의 약속도 못 지키게 된다. 태웅은 정규의 죽음으로 모든 걸 포기하고 집을 떠난다.
8년 후 세상을 떠들썩하게 했던 천재소년 ‘한태웅’은 그 이름마저 버리고 친구가 좋아했던 권투선수 ‘김득구’의 이름을 따서 '한득구'로 살아가고 있다. 허름한 체육관에서 스파링 파트너를 하며 살아가는 것이 정규에게 속죄하는 길이라 생각한다. 태웅은 어느 날 병원에서 신경질적으로 소리지르며 죽겠다고 날뛰는 여자의 눈빛이 위태해 보이고 마음에 걸려 지나치지 못하고 돕게 된다. 그녀는 모든 것을 다 가졌지만 중증근무력증을 앓고 있기에 평생을 약물 치료에 의존해 살아가야만 한다. 툭 하면 가출이며 자살 시도에 말썽만 일으키는 그녀가 바로 8년 전의 그 중학생, 보라다. 그렇게 태웅과 보라는 엉킨 인연의 실타래를 다시 이어가게 된다. 서로를 알아보지 못한 채 재회한 두 사람이 8년이란 시간의 벽 속에서 서로를 찾아가는 이야기, 그리고 그들이 만드는 새로운 사랑 이야기이다.

## 출연진

### 주인공
- 현빈 : 한태웅(한득구)(17세, 25세) 역

수학천재인 그는 원하지 않았던 천재라는 명예와 찬사가 그에게 모든 것을 빼앗아갔다. 절친한 친구인 정규가 교통사고로 죽자 자책감으로 꿈도 버리고 사랑하는 엄마 곁을 떠났다. 8년이 지난 지금은 삼류 복싱체육관에서 스파링 파트너로 지내며 태웅이 아닌 '득구'로 살아가고 있다. 사랑하는 사람을 만나 남들처럼 평범하게 살아가고 싶다는 소박한 꿈조차 꾸지 않고 살아간다. 어디선가 외롭게 살고 있을 엄마를 찾고 있다.
- 성유리 : 김보라(22세) 역 (아역 : 고주연)

여섯 살 때 엄마는 죽고 하나뿐인 오빠마저 교통사고로 죽었다. 무뚝뚝한 아빠는 집에 잘 들어오지 않았기에 그녀는 늘 혼자였으며 춥고 외로웠다. 중증근무력증이라는 병을 앓고 있으며, 그나마 아빠의 돈으로 더 이상 악화되는 것만 막으면서 살아가고 있어 그녀는 늘 우울하다. 어릴 때부터 눈의 여왕이 살고 있다는 '라플란드'에 가는 게 꿈이다.

### 태웅 주변 인물
- 유인영 : 이승리(21세) 역

이동술 관장의 외동딸로 체육관에서 다이어트복싱 트레이너로 일하고 있다. 8년이라는 시간을 오누이처럼 지낸 태웅을 짝사랑하고 있다.
- 고두심 : 박영옥(50세) 역

태웅의 어머니. 어려운 살림에도 오직 아들 하나만 보고 살아온 그녀는 스스로 수학영재의 길을 버린 아들에 대한 실망감으로 용서하지 못하고 있다.
- 김응수 : 이동술(53세) 역

승리 체육관 관장으로, 태웅의 천재성을 알고 있으며, 어두운 터널에서 빠져나오길 묵묵히 기다려주고 있다.
- 진태현 : 최충식(25세) 역

득구의 가장 친한 친구. 보라네 백화점 구두매장에서 일하고 있지만 권투에 재능이 없으면서 권투선수가 되는 게 꿈이다. 승리를 좋아한다.
- 김벌래(김평호) : 천교수 역

태웅의 숨겨진 천재성을 발견하고 앞으로 이끌어주는 괴짜교수다.

### 보라 주변 인물
- 임주환 : 서건우(29세) 역

신경과 레지던트 3년차로, 부모와 형제가 모두 의사이기에 별 생각없이 의사가 되었다. 맞선 자리에서 만난 보라를 좋아하게 된다. 아픈 게 무슨 무기라도 되는 것처럼 병력을 줄줄이 읊은 후 딱지를 놓고 나가는 그녀를 의사로서의 모든 걸 걸고 지켜주고 싶다.
- 천호진 : 김장수(55세) 역

대원그룹의 회장. 보라의 아버지. 사업은 사채업으로 시작하여 준재벌로 성장했지만 자식만큼은 마음대로 되지 않는다. 끔찍이 사랑하는 딸 보라마저 잃을까봐 조바심에 더욱 완고하고 이기적인 아버지가 되었다.
- 오미희 : 보라모 역

죽었는 줄 알았던 보라의 어머니.
- 이선호 : 김정규(17세) 역

보라의 오빠. 천재 소년이라 불리며 메스컴의 많은 주목을 받았지만, 수학 올림피아드에서 태웅에게 1등을 빼앗기고 난 후 교통사고로 숨진다. 태웅의 삶에 많은 영향을 끼친다.
- 장정희 : 고순자(42세) 역

보라네 집 가사도우미. 정은 많지만 이기심이 앞서는 푼수 아줌마.
- 정지안(정화영) : 박득남(25세) 역[3]

순자의 딸. 낙천적인 성격으로 보라가 아무리 행패를 부려도 돌아서면 잊어버린다. 보라에게 없어서는 안될 친구다.
- 박진영 : 장박사(45세) 역

보라의 주치의이자 건우의 지도교수.
- 최덕문 : 오실장(35세) 역

김회장의 비서.

### 체육관 사람들
- 이철민 : 박동필(29세) 역

엄살과 꾀병이 심하지만 근성이 다부져 진짜 권투선수임에는 틀림없다. 금수, 은복과 함께 '금은동 삼형제'로 불린다.
- 김정근 : 이금수(26세) 역

체육관 동료.
- 류재승 : 정은복(26세) 역

체육관 동료.

### 영재고등학교
- 이서윤 : 홍지혜(17세, 25세) 역

태웅의 고등학교 친구. 건우가 있는 병원에서 인턴으로 일하고 있다. 과거 태웅을 짝사랑했다.
- 김학진 : 안상호(17세, 25세) 역

태웅의 고등학교 친구. 태웅의 룸메이트이며 전형적인 엘리트형으로 잘난 척하는 기질이 다분하다.
- 민복기 : 수학교사
- 김영조(25세) : 태웅의 고등학교 친구.
- 임종태(25세) : 태웅의 고등학교 친구.

### 그밖의 인물
- 이계구 : 조민호 역. 건우의 동료의사
- 제롬 : 파티장에서 보라에게 찝쩍대다가 거부당하자 영어로 욕하는 남자
- 구혜령 : 어린 보라가 '눈의 여왕' 책을 찾던 도서관 사서
- 이계원
- 문대한
- 황비원
- 여운복

### 특별출연
- 최여진 : 파티장에서 보라를 무시하는 재벌집 딸 역

## 사운드 트랙

### 수록곡
| #   | 제목                                 | 작사   | 작곡   | 재생 시간 |
| --- | ------------------------------------ | ------ | ------ | --------- |
| 1.  | 〈Intro〉 (김지수)                   | 김지수 | 김지수 |           |
| 2.  | 〈눈의 여왕 Main Theme〉 (조성우)    |        | 조성우 |           |
| 3.  | 〈첫눈애(愛)〉 (강성민)              |        |        |           |
| 4.  | 〈가난한 남자〉 (최원준)             | 정호현 | 홍정수 |           |
| 5.  | 〈Grace love〉 (Sat & Im)            | 이상백 | 김지웅 |           |
| 6.  | 〈Hello〉 (소규모 아카시아밴드)      |        |        |           |
| 7.  | 〈If you Only Knew〉 (Olivia)        |        |        |           |
| 8.  | 〈눈의 여왕 Love theme〉 (조성우)    |        |        |           |
| 9.  | 〈Sub title〉 (박성일)               |        | 박성일 |           |
| 10. | 〈정규의 죽음〉 (박성일)             |        | 박성일 |           |
| 11. | 〈눈물의 왈츠〉 (박성일)             |        | 박성일 |           |
| 12. | 〈첫사랑〉 (김지수)                  |        | 김지수 |           |
| 13. | 〈페르마의 방정식〉 (김지수)         |        | 김지수 |           |
| 14. | 〈낡은 사진〉 (김지수)               |        | 김지수 |           |
| 15. | 〈첫눈애(愛) (Piano Ver.)〉 (곽영준) |        |        |           |
| 16. | 〈Outro〉 (박성일)                   |        | 박성일 |           |

### Love Theme
| #   | 제목                                          | 작사   | 작곡             | 재생 시간 |
| --- | --------------------------------------------- | ------ | ---------------- | --------- |
| 1.  | 〈눈의 여왕 Main Theme〉                      |        |                  |           |
| 2.  | 〈사랑...눈물겹다〉 (조성모)                  | 윤경   | 매드 소울 차일드 |           |
| 3.  | 〈슬프지만 안녕〉 (간미연(Miyoun))            |        | 심재희, 박근철   |           |
| 4.  | 〈메아리〉 (러브홀릭)                         | 강현민 | 강현민           |           |
| 5.  | 〈늦어서 미안해〉 (하동균)                    |        |                  |           |
| 6.  | 〈첫눈애(愛)〉 (강성민)                       | 임보경 | 곽영준           |           |
| 7.  | 〈Loving U〉 (Ice Cream)                      |        |                  |           |
| 8.  | 〈헤어지던 날〉 (Nan-A(난아))                 |        |                  |           |
| 9.  | 〈어떡하죠〉                                  |        |                  |           |
| 10. | 〈사랑...눈물겹다 (Inst./ Piano Ver.)〉       |        |                  |           |
| 11. | 〈슬프지만 안녕 (Inst.)〉                     |        |                  |           |
| 12. | 〈사랑...눈물겹다 (Inst.)〉                   |        |                  |           |
| 13. | 〈메아리 (Inst.)〉                            |        |                  |           |
| 14. | 〈어떡하죠 (Inst.)〉                          |        |                  |           |
| 15. | 〈눈의 여왕 Main Theme (Inst./ Guitar Ver.)〉 |        |                  |           |
| 16. | 〈낡은 사진 (Inst.)〉                         |        |                  |           |
| 17. | 〈Outro〉                                     |        |                  |           |

## 이모저모
- 드라마가 방영되기 전에 대만 GTV를 비롯한 동남아시아 4개국에 선판매되었다.[4]
- 드라마팬들을 '눈왕족'이라 하고 태웅과 보라 커플을 '뽀득커플'이라 칭했다.[5][6][7]
- 태웅(득구)의 신인왕전에 현빈의 한일팬 500여 명이 엑스트라로 참여하고 불우이웃돕기 성금모금행사에도 참여하였다.[8][9]
- 2007년 4월 중순부터 위성방송 BS JAPAN에서 방송되었고 이후 5월10일부터는 일본 공중파 텔레비전도쿄를 통해 방송되었다. 방송 전야제 행사에는 배우 현빈과 이형민 PD, 김은희·윤은경 작가 등이 참석하였다.[10]

## 동시간대 경쟁작
MBC 월화 드라마
- 《주몽》 2006년 5월 15일 ~ 2007년 3월 6일

SBS 월화 드라마
- 《독신천하》 2006년 9월 25일 ~ 2006년 11월 7일
- 《눈꽃》 2006년 11월 20일 ~ 2007년 1월 8일

## 수상 내역
- KBS 연기대상 네티즌상, 남자 인기상, 베스트 커플상 현빈
- KBS 연기대상 여자 인기상, 베스트 커플상 성유리